# میکلون-لانگلد
میکلون-لانگلد (به فرانسوی: Miquelon-Langlade) یک کمون در فرانسه است که در سن-پیر-ا-میکلون واقع شده‌است. میکلون-لانگلد ۲۰۵ کیلومتر مربع مساحت و ۶۲۴ نفر جمعیت دارد.